# Achlys
Achlys es un pequeño género de plantas de flores perteneciente a la familia Berberidaceae. Hay entre dos o tres especies, dependiendo de la autoridad, pues algunos consideran que A. triphylla es sinónimo de A. californica.

## Descripción
Son plantas erectas y perennes con rizoma. Tienen hojas triangulares y anchas en la base. Las flores en inflorescencias de color blanco en forma de espigas. El follaje tiene olor a vainilla, de ahí sus nombres vulgares, por lo que se encuadran dentro del grupo de plantas aromáticas. En el caso de Achlys triphylla es aromática repelente de mosquitos utilizada para ello desde hace tiempo, al menos, por los nativos indios del sur de la Columbia Británica (Canadá).
Son plantas que se desarrollan en climas templados fríos, a altitudes superiores a los 1.000-1.500 metros, en suelos preferentemente ácidos-neutros-ligeramente alcalinos (pH de 5,5 á 7,8). No tolera la sequía o sequedad del terreno, por lo que necesita que el sustrato esté continuamente humedecido, aún no encharcado.

## Taxonomía
El género fue descrito por Augustin Pyrame de Candolle y publicado en Regni Vegetabilis Systema Naturale 2: 35. 1821. La especie tipo es: Achlys triphylla
Etimología
Achlys: nombre genérico nombrado por una diosa griega de menor importancia, la diosa de la oscuridad o lugares ocultos, tal vez aludiendo al hábitat arbolado o a las flores poco visibles que no tienen perianto. Otras fuentes mitológicas dan diferentes interpretaciones. Una es que Achlys fue la eterna noche (tal vez la niebla de la Muerte, que nubla los ojos de los moribundos), y la primera en ser creada que existía incluso antes del caos, y otra de (Hesíodo) que era la personificación de la miseria y la tristeza, una hija de Nyx (la Noche) y como tal estuvo representada en el escudo de Heracles tan pálida, demacrada, y llorando, con castañeteo de dientes, las rodillas hinchadas, los dedos con las uñas largas, mejillas ensangrentadas, y sus hombros densamente cubiertos de polvo.

## Especies aceptadas
A continuación se brinda un listado de las especies del género Achlys aceptadas hasta octubre de 2014, ordenadas alfabéticamente. Para cada una se indica el nombre binomial seguido del autor, abreviado según las convenciones y usos.	
- Achlys triphylla
- Achlys japonica